# Erwürgen

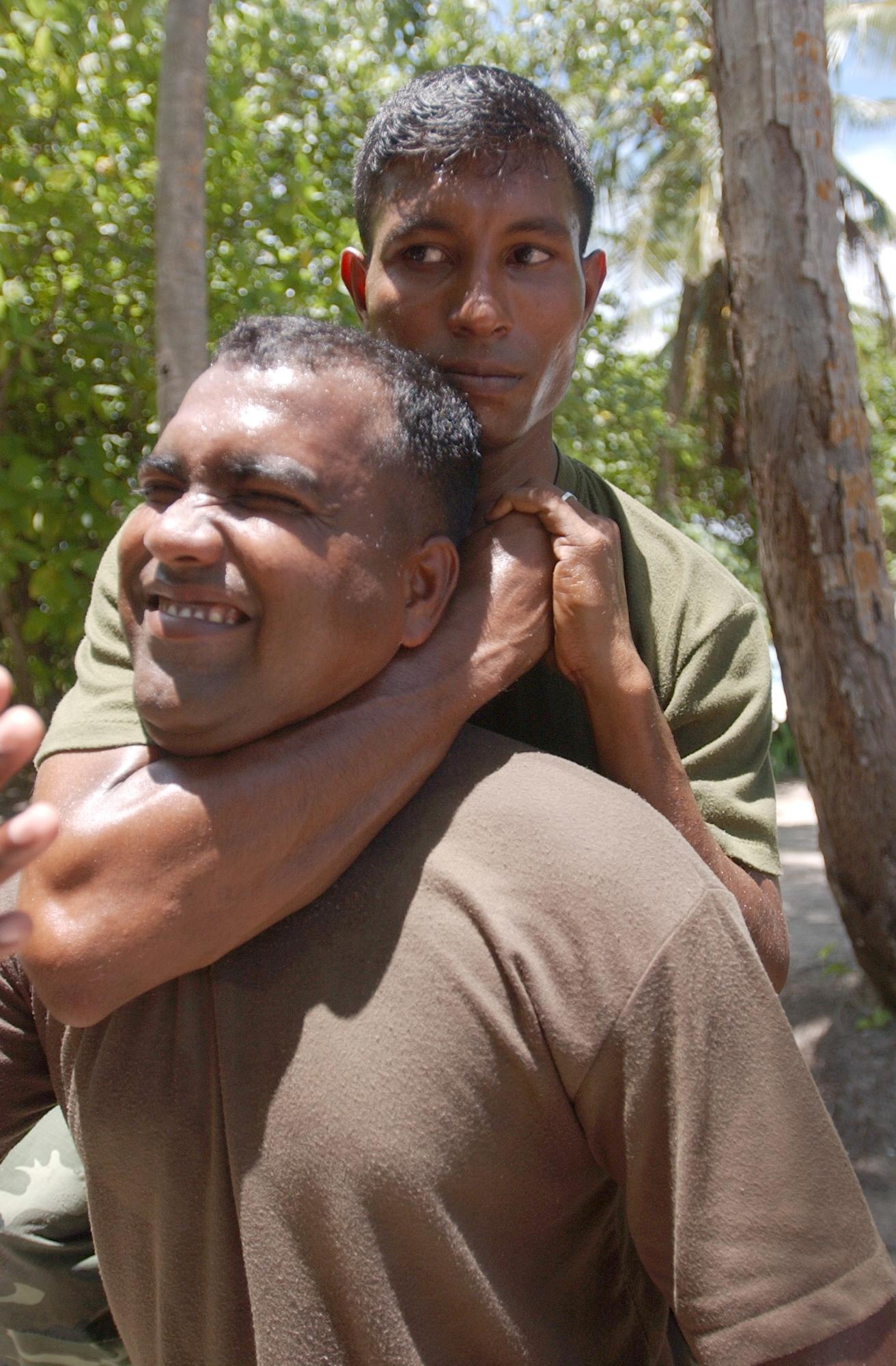
Würgegriff im Nahkampftraining

Erwürgen ist neben Erhängen und Erdrosseln eine der drei Formen der Strangulation. Anders als beim Erhängen oder Erdrosseln erfolgt diese Strangulation ohne Strang- oder Drosselwerkzeug, sondern durch Zusammendrücken des Halses durch die Hand oder die Hände oder den Arm.
Im Gegensatz zum Erhängen und Erdrosseln tritt der Tod meist durch Ersticken, also durch Sauerstoffentzug, und nicht durch das Abschneiden der cerebralen Blutzufuhr und daraus resultierende Blutleere des Gehirns oder durch Genickbruch ein. Erstickungstod kann auch durch gewaltsames Zuhalten oder Bedecken der oberen Atemwege und des Rachens herbeigeführt werden. Postmortale Anzeichen für Erwürgen sind deshalb Brüche von Zungenbein und Kehlkopf und typische Würgemale am Hals. Diese liegen auch nicht beim sogenannten Burking, dem gleichzeitigen Zuhalten von Mund und Nase oder anderen Erstickungstoden ohne Fremdeinwirkung, vor.
Suizid durch Erwürgen ist praktisch nicht möglich, da durch die eintretende Muskelerschlaffung bei fehlender Sauerstoffzufuhr auch der auf den Hals ausgeübte Druck aufgehoben wird. In seltenen Fällen mag trotzdem der Karotissinusreflex tödlich wirken.
Unabsichtlich können Ertrinkende in Panik andere Personen u. a. durch Würgen in Gefahr bringen. Deswegen müssen Rettungsschwimmer neben Taktiken zur Vermeidung von Umklammerungen auch die Befreiung von einem Halswürgegriff und anderen Umklammerungen trainieren.